# 龍旗控股
龍旗控股有限公司，簡稱龍旗控股（英語：Longcheer Holdings Limited，SGX：L28），在2002年由杜軍紅和陶強創立。
業務从事手机设计、手机整机业务、无线通信、数据产品、无线宽带技术，无线互联网应用等产品研发和服务，總部位於中国上海漕宝路401号1号楼。地區包括北京、深圳、西安、香港、新加坡、日本、印度、越南等。股份在2005年5月13日於新加坡交易所主板上市。招股價為0.46坡元，配售股份為67,900,000，集資額為31,234,000坡元。
在2014年GSMA移動通訊世界大會，微软正式宣布龍旗成为Windows Phone的硬件合作伙伴。

## 連結
- LongcheerTel.com